# Daniel Río Rubal
Pour les articles homonymes, voir Rio.
Daniel Río Rubal, né à Mondoñedo, en Espagne, le 6 mars 1955, est un sculpteur et céramiste galicien,, connu sous le pseudonyme de Caxigueiro.

## Biographie
Les premières expositions de Daniel Río Rubal ont eu lieu à Lugo (1980) et à la Bienal de Pontevedra (1981). Après son passage au Séminaire d’études céramiques de Sargadelos, ces matériaux constituent une partie fondamentale de son travail.  La narration et les thèmes sociaux, entre autres, forment la base de son travail. Il pense sur les problèmes qui conditionnent le développement vital, tant individuel que collectif. Depuis 1990, il s’intéresse à l’installation, même si s’exprime souvent à travers d’autres disciplines (sculpture, photographie, poésie, , etc.). Il a participé à plusieurs salons internationaux d'art contemporain tels que : ARCO (Madrid), Foro Atlántico (La Corogne et Pontevedra) ou FIL (Lisbonne), et ses œuvres font partie de collections telles que Fenosa ou Abanca.
En 2010, il crée avec son épouse, Flor Núñez, Espacio Caritel, espace sculptural et botanique ouvert.

## Travaux

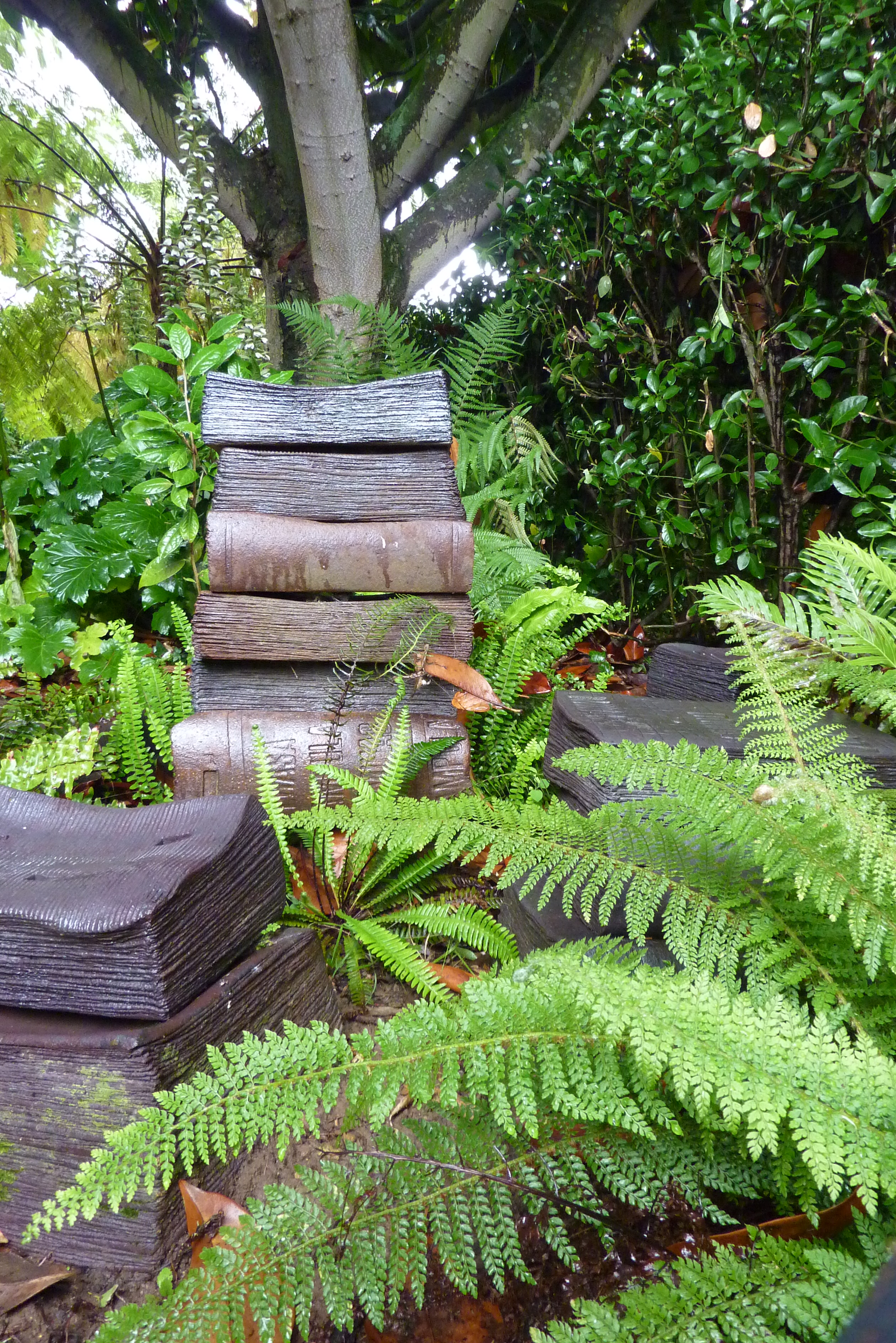
Sculpture dans l'espace Caritel.

### Installations
- 1990 : Guerreros, musée Pablo Gargallo, Saragosse.
- 1992 : Quitter, Changer, Urgencias III, Moaña.
- 1996 : La forêt des absences, galerie Clérigos, Lugo.
- 1998 : Le langage de la mémoire, galerie Pardo Bazán, La Corogne.
- 1999 : Géographie, V Atlántico Forum, stand Galería Pardo Bazán.
- Camouflage, Galería Bacelos, Vigo.
- 2000 : Tras do Silencio, stand Galería Bacelos (Madrid, ARCO).
- 2004/2005 Narrations (avec musique de Ugia Pedreira), museo Provincial, Lugo [5]
- Langage et mémoire, Gallery SCQ, Santiago.
- 2012 CAI Luzán (Saragosse)[6]
- 2003 : Journées Gastronomiques, galería Pardo Bazán, La Corogne
- 2004 : Palestine (installation vidéo), musée provincial, Lugo
- 2006 : L'enlèvement du paysage, Centro Torrente Ballester, Ferrol[7]
- 2007 : Notre mer, Centro Torrente Ballester, Ferrol
- 2012 : Dialogue intérieur, Ville de culture, Saint-Jacques-de-Compostelle.
- 2019/2020 : A métrica do ilusionismo, museo Provincial, Lugo[8]

### Expositions institutionnelles
- 1993 : Strokes and Paths, exposition itinérante
- 1994 : Sculpture ibérique actuelle, exposition itinérante
- 1997 : De Asorey aux années 90. La sculpture moderne en Galice (auditorio de Galicia, Saint-Jacques-de-Compostelle).
- 2000 : Galicia Terra Única, fondation Barrié.
- 2000 : Sculpture galicienne contemporaine. La céramique comme point de départ, exposition itinérante
- 2000 : Dialogues avec le silence, S.Domingos de Bonaval, Saint-Jacques-de-Compostelle
- 2002 : 2 cultures, un dialogue, exposition itinérante
- 2005 : Mur de l'ombre des rêves, musée provincial, Lugo
- 2006 : La céramique espagnole et son intégration dans l'art, musée national de la céramique, Valence[9]
- 2008 : Sculpture Céramique Ibérique Contemporaine. Voyager[10]
- 2009 : Portes de la lumière, CGAC, Saint-Jacques-de-Compostelle
- 2012 : Les yeux des mots, Ville de la culture, Santiago, avec Baldo Ramos[11]
- 2016 : La voie du retour, Casa da Parra, Saint-Jacques-de-Compostelle [12]
- 2016 : Hors série, De la provocation à l'illusion, musée national de la céramique.  Valence [13]
- 2018 : Universelle Galice, L'art galicien dans les collections Abanca et Afundación.  Ville de culture, Santiago